# Charles Gleyre
Charles Gleyre, né le 2 mai 1806 à Chevilly et mort le 5 mai 1874 à Paris 7e, est un peintre suisse, ayant enseigné essentiellement son art à Paris.

## Biographie

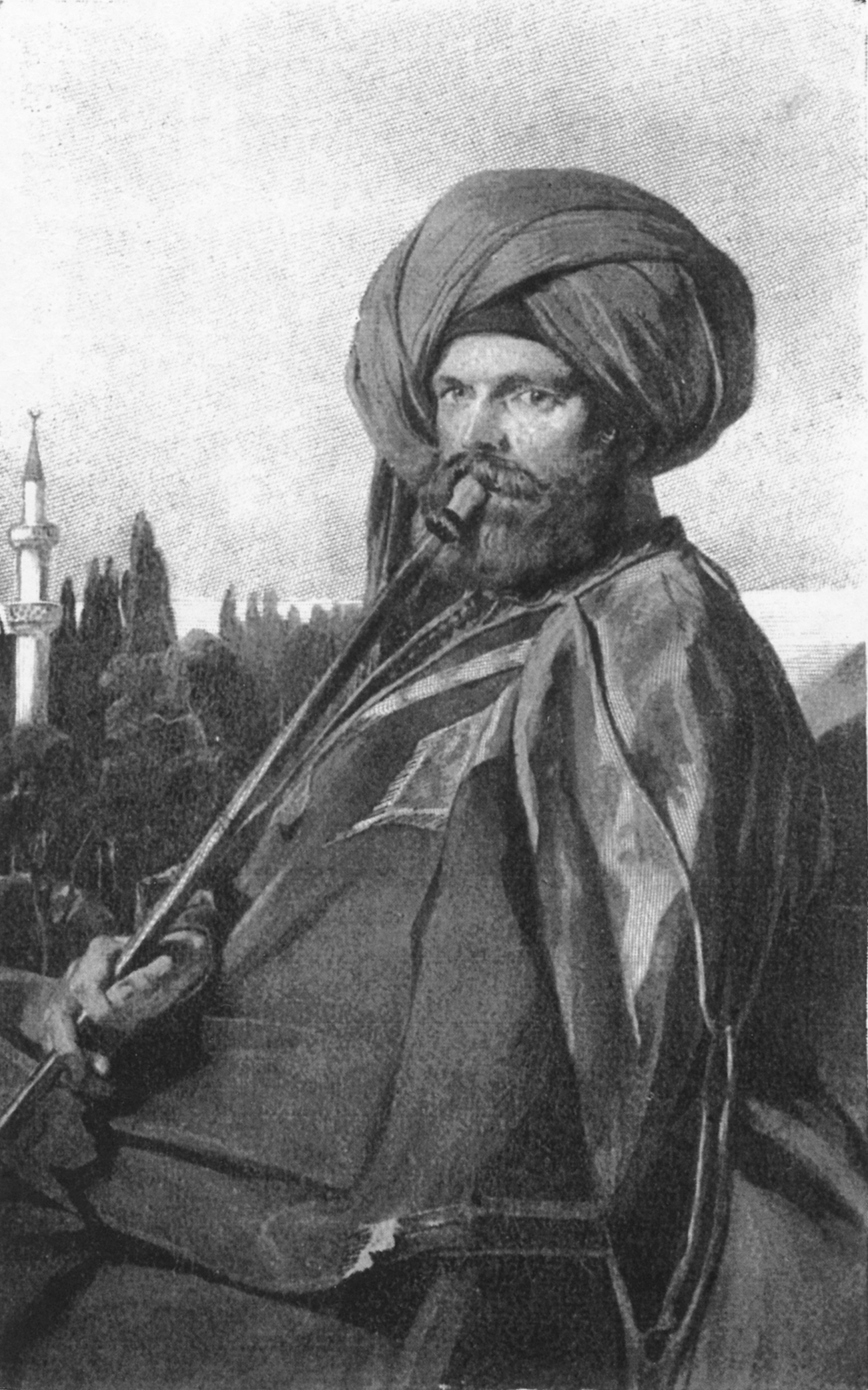
John Lowell Jr. durant son voyage en Égypte (1836).

Après avoir passé par l'atelier de Louis Hersent, il part, en 1825, pour l'Italie, et peint son premier tableau à Rome, les Brigands romains. En 1831, il accompagne, en 1834, l’industriel américain et amateur d'art fortuné John Lowell Jr. (en), dans un long voyage en Sicile, Grèce, Égypte et au Soudan, puis au Proche-Orient. Il défraie le coût de son voyage au moyen de dessins de sites archéologiques.
En 1837, il rentre à Paris avec un problème de santé, sa vue s'étant altérée, vraisemblablement du fait d'un trachome, contracté en Égypte, qui le conduira, par la suite, à fermer son atelier. La même année, plusieurs de ses tableaux orientalistes au Caire sont détruits lors d'un incendie.
En 1840, le duc de Luynes lui commande une peinture murale pour son château de Dampierre, qui sera remplacée quelque temps après par une peinture de Dominique Ingres.
En 1843, il expose, au Salon, Le Soir, plus tard appelé Les Illusions perdues, œuvre qui rencontre un vif succès au Salon, et fera son entrée au Louvre en 1879. C'est un peintre au dessin irréprochable. La poésie aux teintes irréelles de son œuvre annonce le symbolisme qu’il tenait d’Ingres, et de son ancienne intimité avec Paul Chenavard et Edgar Quinet. Le sentiment poétique des choses, quelque peu mêlé d’archaïsme, de son œuvre, lui a valu le surnom de « peintre poète ».
En 1843, il est nommé professeur à l'École des beaux-arts de Paris, en remplacement de Paul Delaroche dont il récupère aussi l’atelier, surnommé La République. Il ouvre également une Académie, ou atelier, au nº 69 de la rue de Vaugirard, décrit par George du Maurier dans son roman Trilby. Sont formés dans cet atelier certains de ceux qui deviendront les peintres impressionnistes, Alfred Sisley, Claude Monet, Frédéric Bazille, Ludovic-Napoléon Lepic, James Abbott McNeill Whistler et Auguste Renoir, ce dernier suivant également les cours de Gleyre aux beaux-arts. Il fut également l'un des professeurs de François Bocion.
La plupart du temps, Gleyre est d'une grande générosité avec ses élèves : il ne leur fait payer que le loyer et les modèles. N'aimant pas blesser ses élèves, il veille avant tout à préserver leur personnalité.

Son art prône le retour à l'antique. Il dit un jour à Monet : 

« Rappelez-vous donc, jeune homme, que, quand on exécute une figure, on doit toujours penser à l'antique. »

 Le soir même, Monet réunit Bazille, Renoir et Sisley et leur suggère, selon sa déclaration, de quitter l'atelier de Gleyre, ce qu'ils feront 15 jours plus tard, au printemps 1863. Pour d'autres auteurs, c'est Sisley qui, indigné par le dédain de Gleyre pour le paysage, a incité ses amis à quitter son atelier et à peindre dans la nature.
Mort subitement, de la rupture d’un anévrisme, à l’Exposition de peinture du Palais-Bourbon au profit des Alsaciens-Lorrains, il travaillait encore, le matin-même au tableau d’Ève et Adam debout, enlacés dans le paysage d’un paradis encadré de montagnes. Son corps, ramené de l’exposition à son domicile de la rue du Bac, est enterré, dans un premier temps, au cimetière du Montparnasse, avant que le conseil d'État de Vaud ne le réclame son corps, pour l'inhumer dans le cimetière de son village natal suisse de Chevilly. Regrettant rapidement cette inhumation presque anonyme dans un petit cimetière de village, la famille de l'artiste décide, vingt ans plus tard, de lui faire construire un tombeau digne de sa réputation. Dans ce dessein, elle obtient en 1896 du gouvernement vaudois de faire transférer sa dépouille au cimetière de La Sallaz à Lausanne. À la désaffection de ce cimetière, en 1947, il est ré-inhumé dans sa tombe de Chevilly.
En 1947, un de ses anciens élèves en peinture, Guillaume Alfred Strohl, a fait un don à travers son testament, pour la création d'une fondation Charles Gleyre.

## Œuvres dans les collections publiques
Aux États-Unis
- Boston, musée des beaux-arts :
  - Femme turque (Mme Langdon), Smyrne, 1834, crayon, plume et aquarelle ;
  - Intérieur du Temple d'Amon à Carnac, 1835, crayon, aquarelle.

En France
- Abbeville, musée Boucher-de-Perthes : Saint Jean à Patmos, 1839, Salon de 1840.
- Gray (Haute-Saône), musée Baron-Martin : Feuille d'études, mine de plomb, 22 × 21 cm.
- Montargis, musée Girodet : La Séparation des apôtres, 1845, huile sur toile.
- Orléans, musée des Beaux-Arts : Albanais, vers 1835, crayon graphite sur papier, 29,2 × 22,5 cm[18].
- Paris, musée du Louvre :
  - Femme assise, de dos, levant la tête vers la gauche, dessin ;
  - Le Soir ou Les Illusions perdues, 1843, huile sur toile.
  - Brigands romains, 1831, huile sur toile.
- Versailles, château de Versailles : Autoportrait, 1841, huile sur toile.

En Suisse
- Bâle, Kunstmuseum : 
  - Penthée poursuivi par les Ménades, 1864, huile sur toile ;
  - La Charmeuse, huile sur toile.
- Lausanne, musée cantonal des beaux-arts :
  - Femme turque (Dudo Narikos), Smyrne, 1840, huile sur toile, 41 × 33 cm ;
  - Étude pour la danse des bacchantes, 1848-1849, dessin, crayon noir ;
  - Trois Fellahs, 1835, huile sur toile ;
  - La Danse des bacchantes, 1849, huile sur toile ;
  - Le Déluge, 1856, huile sur toile ;
  - Les Romains passant sous le joug, 1858, huile sur toile ;
  - Le Coucher de Sapho, 1867, huile sur toile ;
  - Le Matin (le Paradis terrestre), 1869-1874, esquisse, huile sur toile ;
  - Le Retour de l'Enfant prodigue, 1873, huile sur toile ;
  - Minerve et les Grâces, 1866, huile sur toile.
- Neuchâtel, musée d'art et d'histoire : Hercule aux pieds d'Omphale, 1862, huile sur toile.

## Salons
- 1840 : Saint Jean sur l'Ile de Patmos.
- 1843 : Les Illusions perdues ou Le Soir.

## Expositions
- « Charles Gleyre et la Suisse romande », musée historique de Lausanne, du 23 septembre au 31 décembre 1994.
- « Charles Gleyre, le génie de l'invention », musée cantonal des beaux-arts de Lausanne, du 7 octobre 2006 au 7 janvier 2007. 278 œuvres exposées, dessins, peintures.
- « Charles Gleyre (1806-1874). Le romantique repenti », Paris, Musée d'Orsay, du 10 mai au 11 septembre 2016.

Œuvres de Charles Gleyre
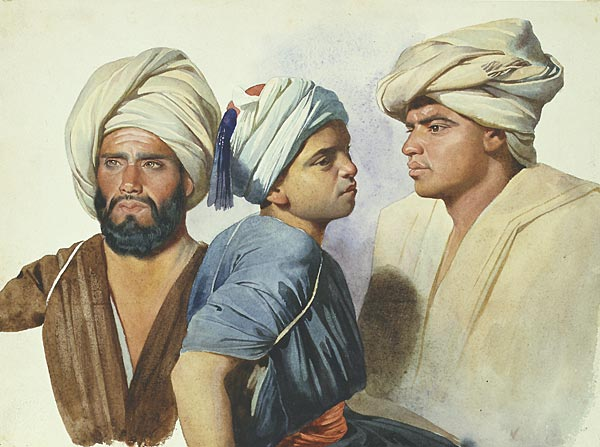
Trois Fellahs (1835), musée cantonal des Beaux-Arts de Lausanne.
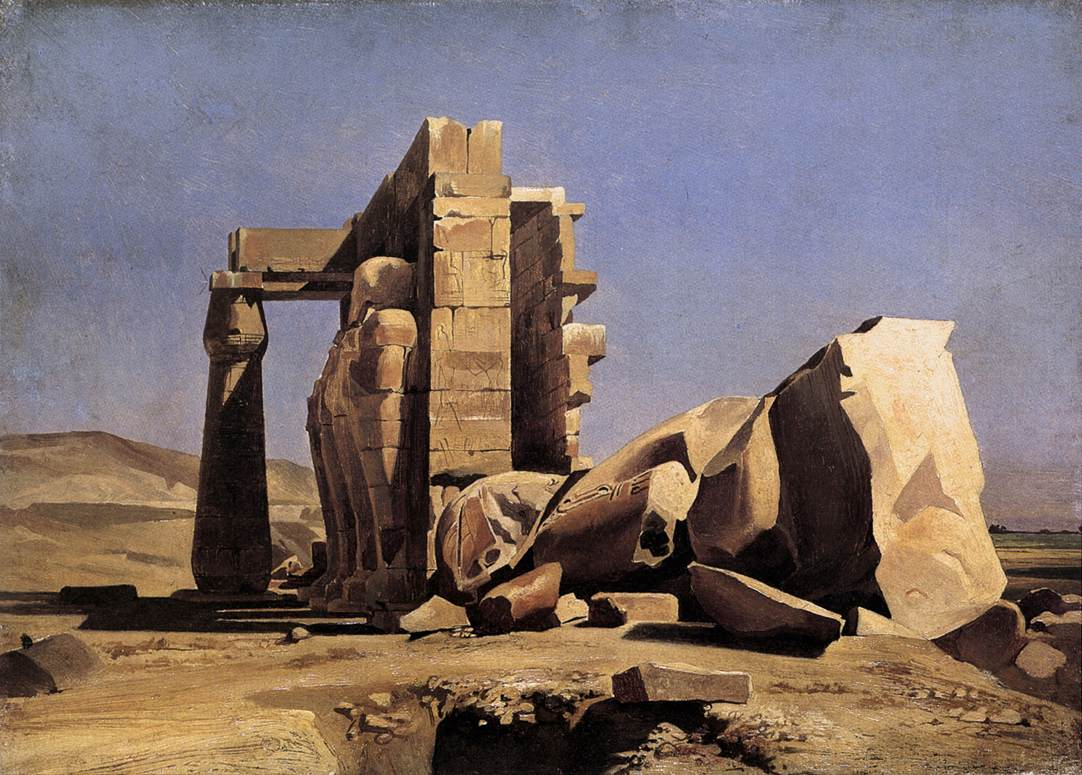
Temple égyptien (1840), musée cantonal des Beaux-Arts de Lausanne.
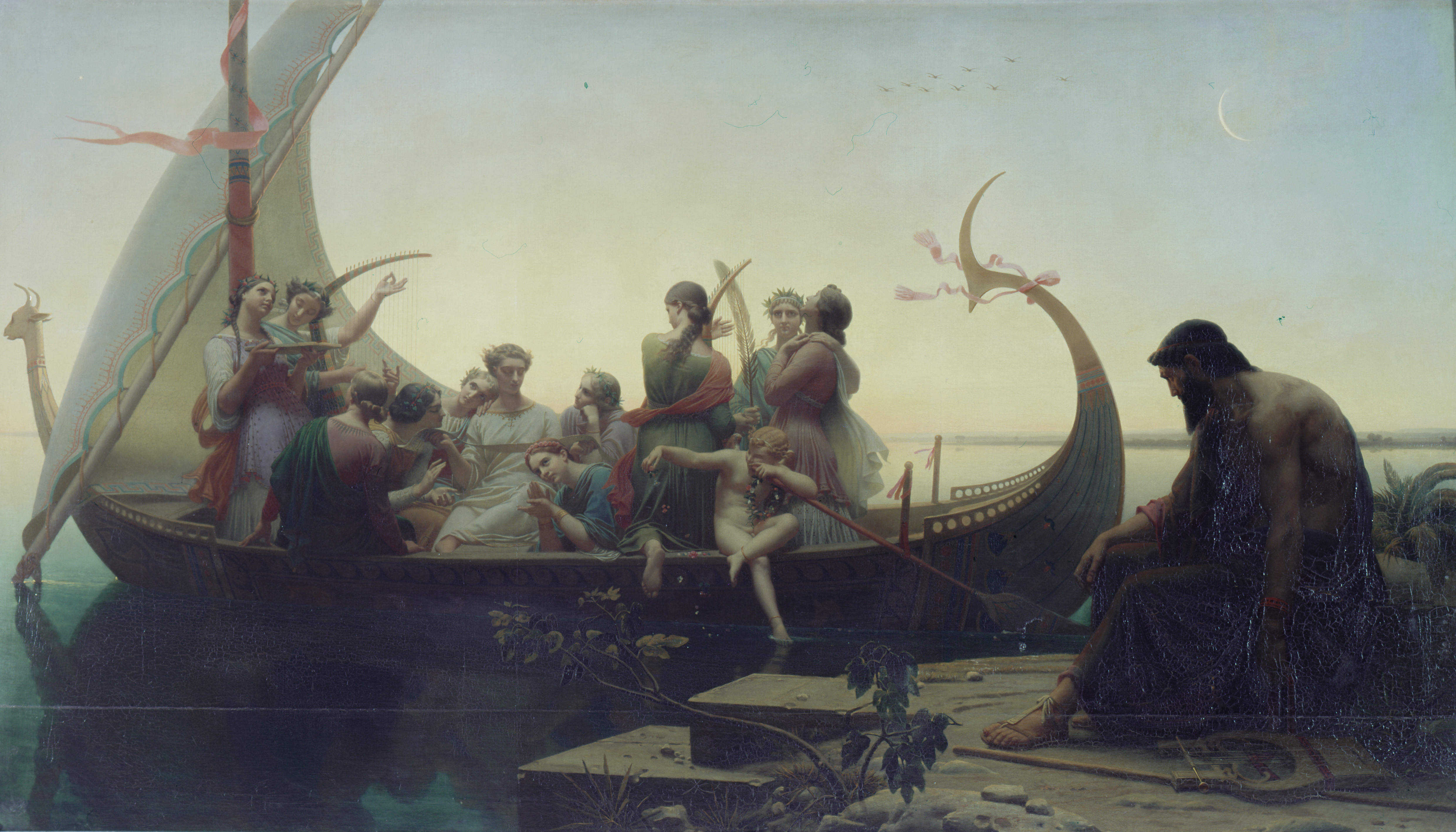
Le Soir ou Les Illusions perdues (1843), Paris, musée du Louvre.
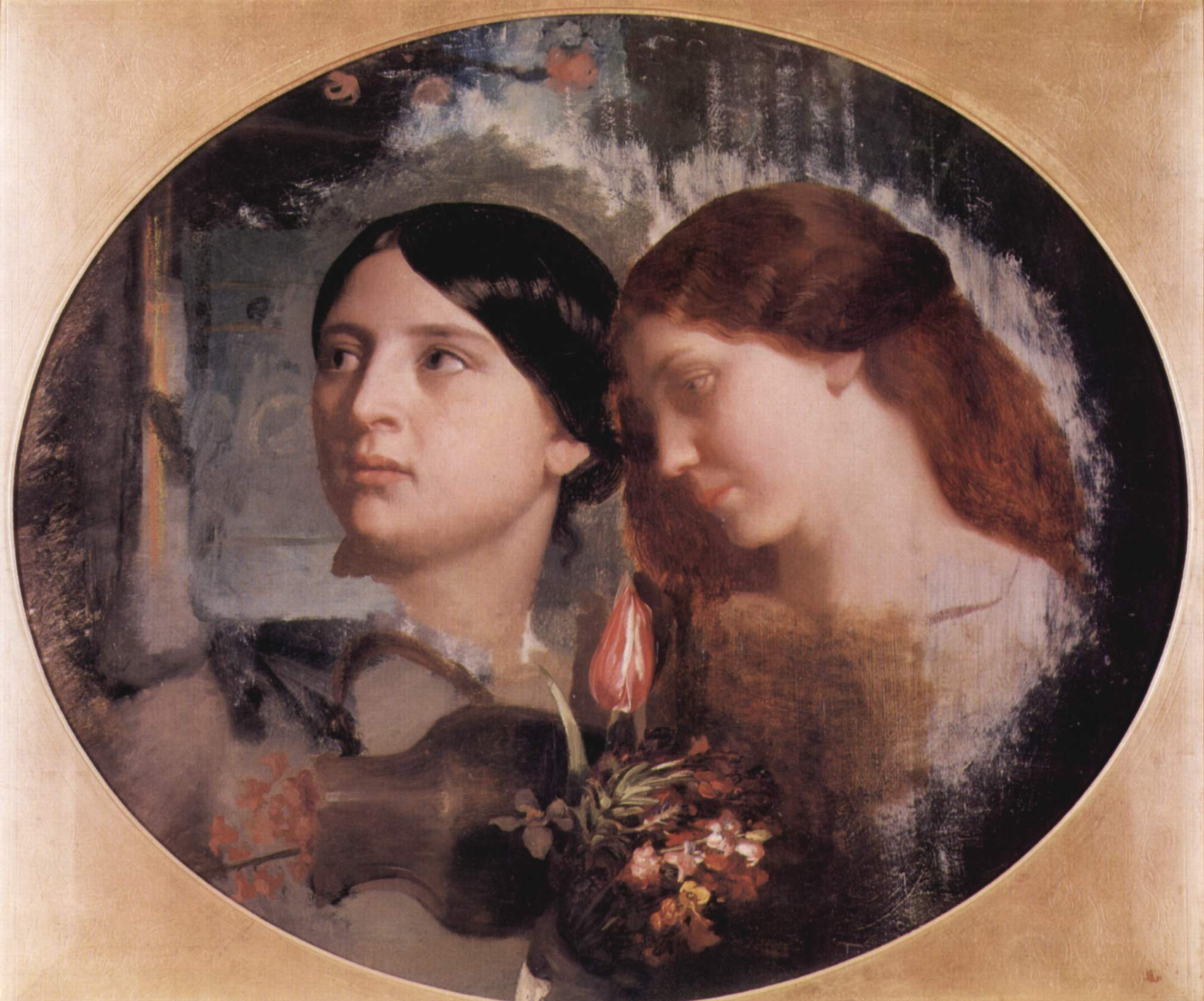
Deux Femmes avec bouquet (vers 1850), musée cantonal des Beaux-Arts de Lausanne.
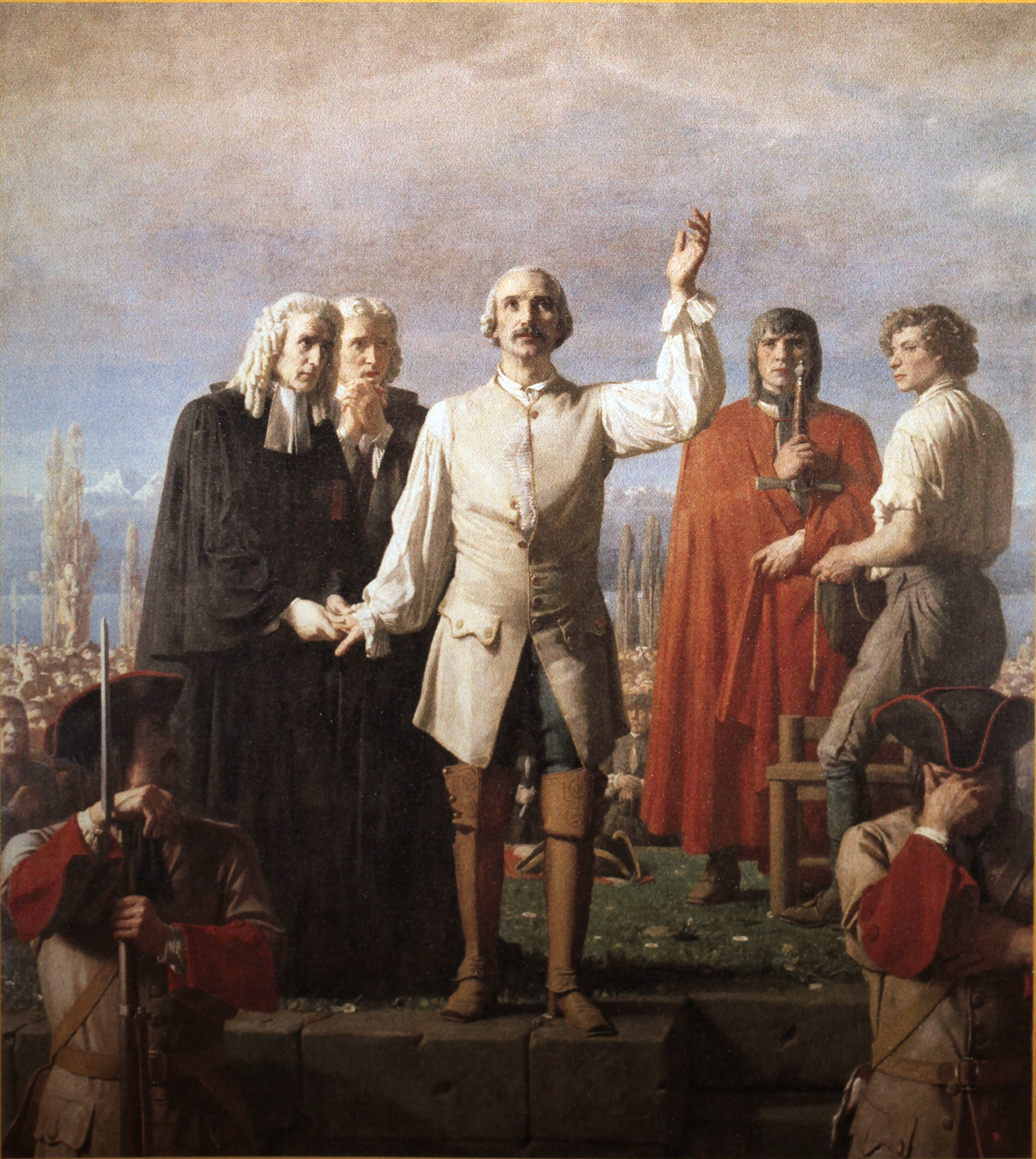
L'Exécution du Major Davel (1850), Morges, musée militaire vaudois.
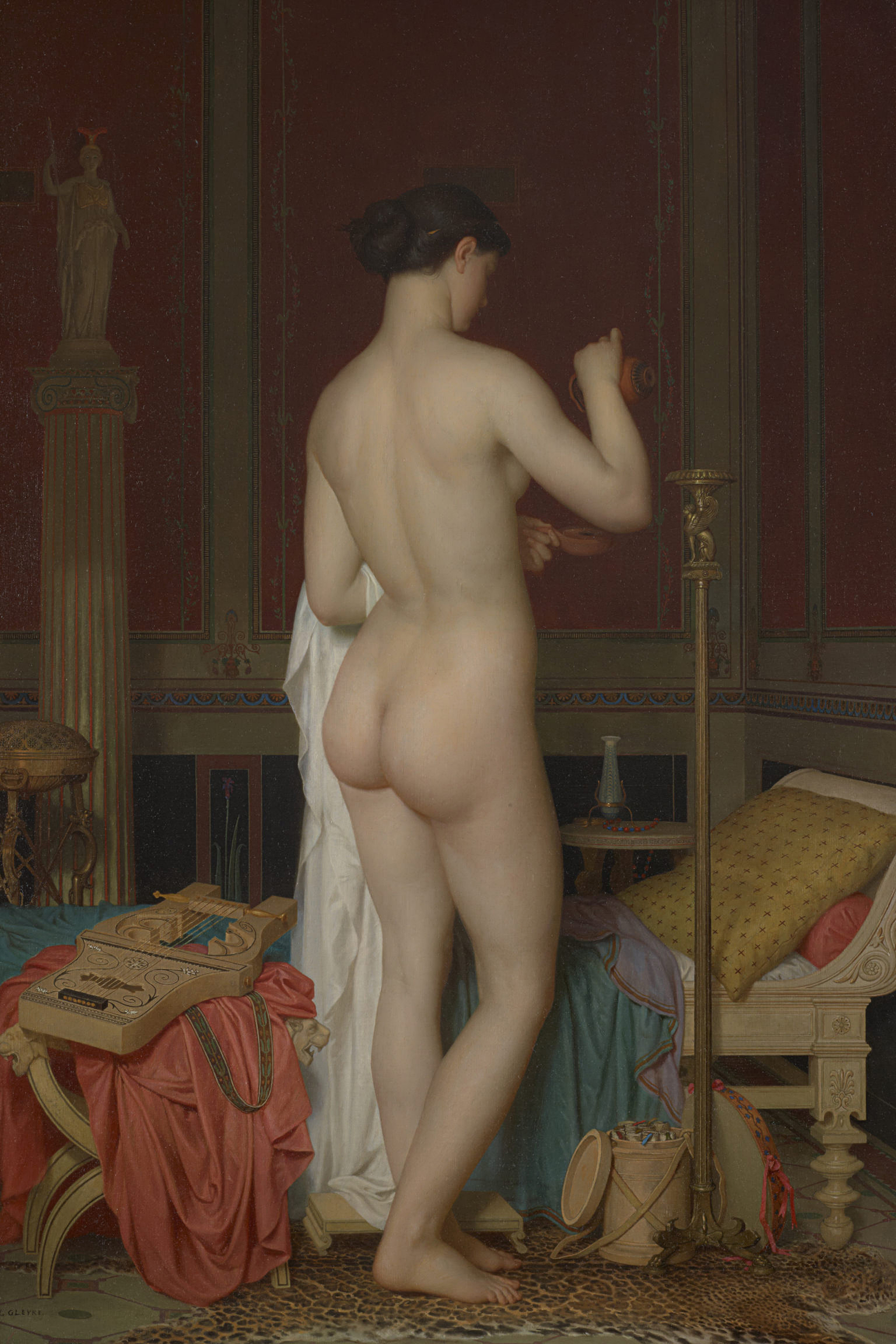
Le Coucher de Sappho (1867), musée cantonal des Beaux-Arts de Lausanne.

## Élèves
Charles Gleyre a formé environ 600 artistes. Un tableau représente les Quarante Trois Portraits de peintres de l’atelier de Charles Gleyre (Paris, Petit Palais),. Leur période d'apprentissage dans son atelier sont parfois mentionnées.
- Clément-Auguste Andrieux.
- Théodore Baer, aquarelliste, école suisse.
- Eugène Baugnies.
- Frédéric Bazille, de 1862 à 1863.
- Charles Joseph Beauverie.
- Paul Blanc.
- Gustave Brion.
- Eugène Castelnau.
- Alfred Chataud.
- Léonce-Lucien Cordier.
- Alexis Douillard[21].
- Henri Bouchet-Doumenq.
- Benjamin Damman.
- Hippolyte Dubois.
- Georges Duseigneur, avant 1866.
- François-Émile Ehrmann.
- Eugène Faure.
- Jean-Léon Gérôme.
- Alfred François Guès.
- Jean-Louis Hamon.
- Carl Happel.
- Armand Félix Marie Jobbé-Duval, dès 1843.
- Daniel Ridgway Knight.
- Auguste de La Brély.
- Émile-Henri Laporte.
- Julien de La Rochenoire (1825-1899).
- Alexandre Lauwick.
- Jean-Jules-Antoine Lecomte du Nouÿ.
- Eugène Lejeune.
- Alfred-Adolphe-Édouard Lepère, en 1847.
- Philibert Marillier (1829-1911).
- George du Maurier, de 1856 à 1857.
- Félix Augustin Milius, à partir de 1861.
- Claude Monet, de 1862 à 1863.
- Alexis-Paul Pachot d'Arzac.
- Henri-Pierre Picou (1824-1895), vers 1849.
- Louis Pomey.
- Edward Poynter.
- Alexandre Rapin (1839-1889).
- Auguste Renoir, de 1862 à 1863.
- Joseph-Auguste Rousselin.
- Gaston Save.
- Louis Frédéric Schützenberger.
- Alfred Sisley, d'octobre 1862 au printemps 1863.
- Eugène Tanguy.
- Félix Thomas.
- Auguste Toulmouche (1829-1890).
- Paul Vayson (1841-1911).
- James Abbott McNeill Whistler, dès 1856.
- Joseph R. Woodwell (en)
- Alfred Guillaume Strohl (1847-1927), dès 1868.
- Henri Zuber.
- Louis Morel-Retz.